# 鳳来村
鳳来村（ほうらいむら）は山梨県北巨摩郡にあった村。現在の北杜市西部、中央本線信濃境駅の南西一帯の山間部にあたる。

## 地理
- 山：雨乞岳
- 河川：釜無川、神宮川

## 歴史
- 1875年（明治8年）1月 - 巨摩郡大武川村・上教来石（かみきょうらいし）村・下教来石（しもきょうらいし）村・鳥原村が合併して鳳来村となる（大武川と鳥原で大鳥から同じ読みの「鳳」を取り、上・下教来石から「来」を取り「鳳来村」とした）。
- 1878年（明治11年）7月22日 - 郡区町村編制法の施行により、鳳来村が北巨摩郡の所属となる。
- 1889年（明治22年）7月1日 - 町村制の施行により、鳳来村が単独で自治体を形成。
- 1955年（昭和30年）7月1日 - 菅原村および駒城村の一部（大字横手・大坊）・長坂町の一部（大字片颪）と合併して白州町が発足。同日鳳来村廃止。

## 交通

### 道路
- 国道20号